# Bus de camp
Un bus de camp és un sistema de transmissió d'informació (dades) que simplifica enormement la instal·lació i operació de màquines i equipaments industrials utilitzats en processos de producció.
L'objectiu d'un bus de camp és substituir les connexions punt a punt entre els elements de camp i l'equip de control a través del tradicional bucle de corrent de 4-20mA.
Típicament són xarxes digitals, bidireccionals, multipunt, muntades sobre un bus sèrie, que connecten dispositius de camp com PLCs / PACs, transductors, actuadors i sensors. Cada dispositiu de camp incorpora certa capacitat de procés, que el converteix en un dispositiu intel·ligent, mantenint sempre un cost baix. Cada un d'aquests elements serà capaç d'executar funcions simples de diagnòstic, control o manteniment, així com de comunicar-bidireccionalment a través del bus.
Exemples: Transmissor AS-i i PROFIBUS (Proces Field BUS)

## Diferents topologies de la xarxa

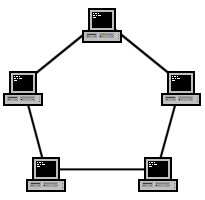
Anell
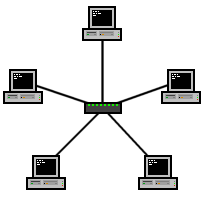
Estrella
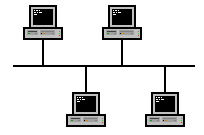
Línia
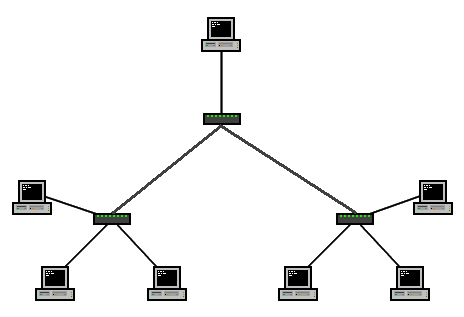
Ramell